# Puerto Rico National Guard

Abzeichen der Puerto Rico National Guard

Die Puerto Rico National Guard (span. Guardia Nacional de Puerto Rico) des Freistaats Puerto Rico, einem Außengebiet der Vereinigten Staaten, ist Teil der im Jahr 1903 aufgestellten Nationalgarde der Vereinigten Staaten (akronymisiert USNG) und somit auch Teil der zweiten Ebene der militärischen Reserve der Streitkräfte der Vereinigten Staaten.

## Organisation
Die Mitglieder der Nationalgarde sind freiwillig Dienst leistende Milizsoldaten, die dem Gouverneur von Puerto Rico (aktuell Pedro Pierluisi) unterstehen. Bei Einsätzen auf Bundesebene ist der Präsident der Vereinigten Staaten Commander-in-Chief. Adjutant General of Puerto Rico ist Maj. Gen. José J. Reyes.
Die Puerto Rico National Guard besteht aus den beiden Teilstreitkraftgattungen des Heeres und der Luftstreitkräfte, namentlich der Army National Guard und der Air National Guard. Die Puerto Rico Army National Guard (span. Ejército de la Guardia Nacional de Puerto Rico) hatte 2017 eine Stärke von 6.198 Personen, die Puerto Rico Air National Guard (span. Guardia Nacional Aérea de Puerto Rico) eine von 1.151, was eine Personalstärke von gesamt 7.349 ergibt. Zusätzlich gibt es noch ca. 1.500 Mitglieder der State guard (span. Guardia Estatal de Puerto Rico).

## Geschichte
Die Puerto Rico National Guard führt ihre Wurzeln auf Milizverbände aus dem Jahr 1916 (nach dem Jones-Shafroth Act) zurück. Milizverbände bestanden aber auch schon zur spanischen Kolonialzeit (1510–1898) wie das Instituto de Voluntarios de Puerto Rico (1812–1898).
Die Nationalgarden der Bundesstaaten und Außengebiete sind seit 1903 bundesgesetzlich und institutionell eng mit der regulären Armee und Luftwaffe verbunden, so dass (unter bestimmten Umständen mit Einverständnis des Kongresses) die Bundesebene auf sie zurückgreifen kann. Davon zu trennen ist die Staatsgarde, die seit 1971 aktive Puerto Rico State Guard, die allein dem Bundesstaat verpflichtet ist.

## Wichtige Einheiten und Kommandos

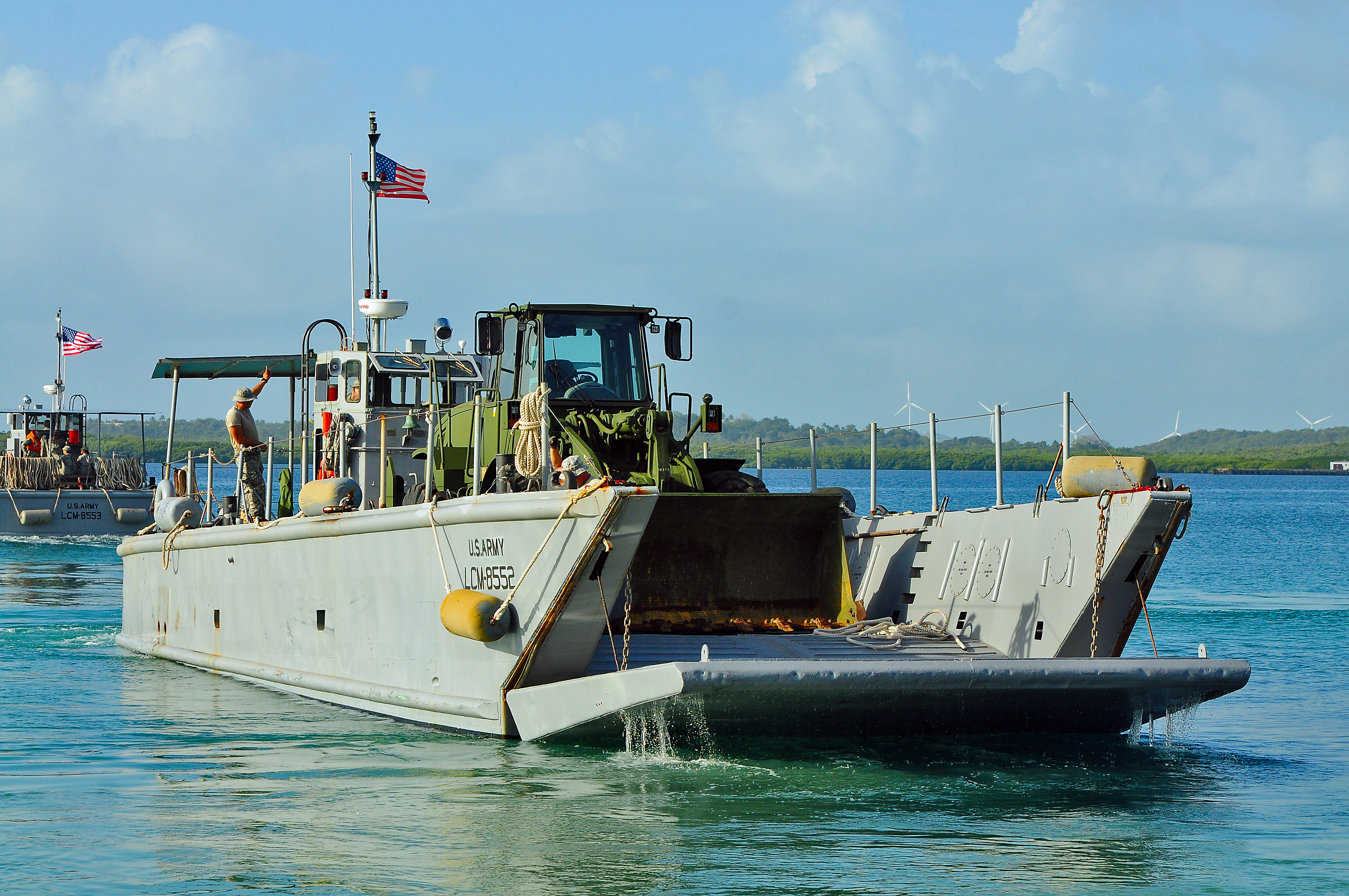
Landing Craft Detachment in der Mosquito Bay, 2019

### Puerto Rico Army National Guard
- 92nd Military Police Brigade, San Juan (Puerto Rico)
- 101st Troop Command, Headquarters and Headquarters Detachment (HHD)
  - 1st Battalion, 296th Infantry Regiment, Mayagüez, Puerto Rico
  - 3678th Forward Support Company (Attached), San Germán, Puerto Rico
  - 130th Engineer Battalion, Headquarters and Headquarters Detachment (HHD), Vega Baja, Puerto Rico
    - Landing Craft Detachment, Ceiba, Puerto Rico (betreibt 4 Landungsboote)

  - 190th Engineer Battalion, Headquarters and Headquarters Detachment, Caguas, Puerto Rico
  - Company A und D, 1st Battalion, 111th Aviation Regiment, San Juan, Puerto Rico
  - 113th Mobile Public Affairs Detachment, San Juan, Puerto Rico
  - 248th Army Band, San Juan, Puerto Rico
- 191st Regional Support Group

### Puerto Rico Air National Guard
- 141st Air Control Squadron, Aguadilla, Puerto Rico
- 156th Airlift Wing auf der Muñiz Air National Guard Base, Carolina
- 198th Airlift Squadron, ebda. (aktiv bis 2019)

### Puerto Rico State Guard
- 1st Air Base Group